# بوب لامبرت
بوب لامبرت (بالإنجليزية: Bob Lambert) هو ضابط شرطة بريطاني، ولد في القرن العشرين.